# Парабель (река)
Парабе́ль (жен.) (южноселькупск. Парабе́льҗ кыге́) — река в Томской области России, левый приток Оби.
Образуется слиянием рек Кёнга и Чузик, протекает по территории Парабельского и Каргасокского районов.
Длина — 308 км (от истока Кёнги — 806 км), площадь бассейна — 25,5 тыс. км². Среднемноголетний расход воды — 123 м³/с, что соответствует объёму стока 3,882 км³/год.
Река судоходна и является важнейшей транспортной артерией Парабельского района Томской области.
У села Парабель от реки отделяется правая протока Парабель, впадающая через 7 км в Обь, а основной ток течёт более 80 км на северо-запад в 10—15 км от Оби, и впадает в неё в 7 км выше села Каргасок.
Осенью 2000 года был сдан в эксплуатацию 210-метровый мост через Парабель, что позволило установить круглогодичное автомобильное сообщение Каргасокского района с областным центром.
Населённые пункты (от истока к устью): д. Усть-Чузик, с. Старица, д. Новиково, п. Тарск, д. Чановка, д. Сенькино, с. Нельмач, п. Прокоп, д. Голещихино, с. Парабель, д. Высокий Яр, д. Пашня, с. Павлово, с. Каргасок.

## Притоки
(расстояние от устья)
- 8 км: Большой Исток (Коджа) (пр)
- 37 км: Глубокий Исток (лв)
- 43 км: Тула (пр)
- 44 км: протока Шанак (пр)
- 56 км: Чёрная (лв)
- 59 км: старица Садычев Чвор (лв)
- 61 км: протока Капыш (лв)
- 81 км: Сухая протока (пр)
- протока Парабель (вытекает) (пр)
  - 1 км: Материчная (пр)
  - 3 км: Вяловка (пр)
- 115 км: Падога (пр)
- 143 км: Нельмач
- 153 км: Сэлчига
- 163 км: без названия
- 170 км: Большой Пеган
- 179 км: Тисат
- 186 км: Карза
- 190 км: Урья
- 204 км: Нижняя Сенькина
- 212 км: Верхняя Сенькина
- Межевая
- 227 км: Захаркова
- Еремовка
- Боровушка
- 246 км: Чарус
- Крутой
- 262 км: Омелич
- 267 км: Мехат
- Чертов
- Красная
- Серебрянка
- 299 км: Гнилая
- 307 км: Алда
- 308 км: Кёнга
- 308 км: Чузик

## Данные водного реестра
По данным государственного водного реестра России, относится к Верхнеобскому бассейновому округу. Речной бассейн — (Верхняя) Обь до впадения Иртыша, речной подбассейн — Кеть, водохозяйственный участок — Обь от впадения реки Кети до впадения реки Васюган.